# Сотниченко Філіп Олександрович
Філі́п Олекса́ндрович Сотниче́нко (нар. 8 січня 1989, Київ) — український режисер, сценарист, монтажер та продюсер. Член Української Кіноакадемії. Член Європейської кіноакадемії. Співзасновник ГО «СУК» (Сучасне Українське Кіно), куратор національного кіноконкурсу на мультидисциплінарному міжнародному фестивалі сучасного мистецтва «ГогольFest». Учасник і лавреат багатьох провідних українських та міжнародних кінофестивалів.

## Біографія
Народився 8 січня 1989 року в Києві в родині організатора кіновиробництва студії Київнаукфільм. Вступив до кафедри кінознавства КНУТКіТ імені І. К. Карпенка-Карого (майстерня професора Валентини Слободян), але через рік перевівся на кафедру телережисури (майстерня професора Юрія Терещенка). У 2013 році «Обійми» був фільмом від України, що представляв університет у міжнародному студентському конкурсі кінофестивалю «Молодість».
Лауреат премії FIPRESCI на ОМКФ у 2015 році за короткометражний фільм «Син». У 2016 році стрічка представляла Україну на одному з найважливіших світових фестивалів короткометражного кіно — Міжнародному кінофестивалі у Клермон-Феррані.
Переможець національного короткометражного конкурсу Одеського кінофестивалю 2016 року з дипломним фільмом «Цвях», розділивши перемогу з фільмом «У Манчестері йшов дощ» Антоніо Лукіча. Стрічка «Цвях» визнана найкращим фільмом 2016 року за версією Бюро Української Кінокритики. Фільм є ігровим, але схожий на документальний, тому у 2017 році був відібраний до участі в рамках Міжнародного фестивалю документального та антропологічного кіно в місті Пярну, — найстарішого кінофестивалю в Балтійських країнах, де «Цвях» переміг в конкурсній програмі студентських документальних фільмів.
Кращий фільм на PÖFF Shorts (Tallinn Black Nights) 2017 року з дебютним короткометражним фільмом «Технічна перерва». Визнаний найкращим фільмом 2017 року за версією Бюро Української Кінокритики. У 2018-му фільм отримав одразу дві нагороди на 28-му кінофестивалі MediaWave в Угорщині.
Два роки поспіль фільми Сотниченка були номіновані на «Золоту Дзиґу» в короткометражній ігровій категорії Української Кіноакадемії. Двічі отримував головні призи національного конкурсу Львівського міжнародного фестивалю короткометражного кіно «Wiz-Art» — у 2016 за «Цвях», а у 2017 за «Технічна перерва».
У 2019 році співрежисерський (разом з Валерією Сочивець короткометражний фільм «Різдвяні історії» потрапив у міжнародний конкурс фестивалю PÖFF Shorts (Tallinn Black Nights).
У 2019 році режисер починає розробку свого повнометражного дебюту під назвою «Ля Палісіада». Проєкт брав участь у пітчингу в рамках Одеського кінофестивалю 2019 року та отримав приз від організації HeForShe, руху ООН солідарності жінок за гендерну рівність. Того ж року розробка проєкту, а саме — консультації спеціалістів (лікарів та працівників пенітенціарної системи), тести камер, пошук візуального рішення, написання сценарію та виготовлення тизеру фільму відбулась за підтримки Українського Культурного Фонду.
У 2021 році за підтримки Державного агентства України з питань кіно розпочинається виробництво стрічки «Ля Палісіада», світова прем'єра якої відбулась у 2023 році на одній з найвідоміших та авторитетних кіноподій року, 52-му Роттердамському міжнародному кінофестивалі, де в головній конкурсній програмі фільм отримав нагороду FIPRESCI. Згодом «Ля Палісіада» стала найкращим фільмом фестивалю Kino pavasaris у Вільнюсі та отримала приз за найкращу режисуру на кінофестивалі у Сараєво. Також фільм був продемонстрований в конкурсній програмі Zabaltegi-Tabakalera 71-го Кінофестивалю у Сан-Себастьяні. 12 жовтня 2023 року стрічка отримала нагороду «Найкращий повнометражний ігровий фільм» — Національної премії кінокритиків «Кіноколо» (Україна). Номінований на премію Європейської кіноакадемії в категорії «Відкриття року — приз FIPRESCI» та у 14 категоріях на премію «Золота дзиґа».

## Фільмографія
- 2009: «Тризна» (короткометражний) — режисер, оператор
- 2013: «Обійми» (короткометражний) — режисер, сценарист
- 2015: «Син» (короткометражний) — режисер, сценарист
- 2016: «Цвях» (короткометражний) — режисер
- 2016: «Кров» (короткометражний) — продюсер (режисерка Валерія Сочивець)
- 2017: «Технічна перерва» (короткометражний — режисер, сценарист
- 2019: «Різдвяні історії» (короткометражний) — режисер (спільно з Валерією Сочивець)
- 2021: «20:11-7.mp4» — продюсер (режисерка Аліна Панасенко)
- 2022: «Театральна» — креативний продюсер (режисерка Аліна Панасенко)
- 2023: «Ля Палісіада» — режисер, сценарист